# Thaiföld nemzeti parkjainak listája
Thaiföld nemzeti parkjainak listája régiókra és tartományokra osztva.

## A nemzeti parkok régiónként

### Észak-Thaiföld

#### Chiang Mai

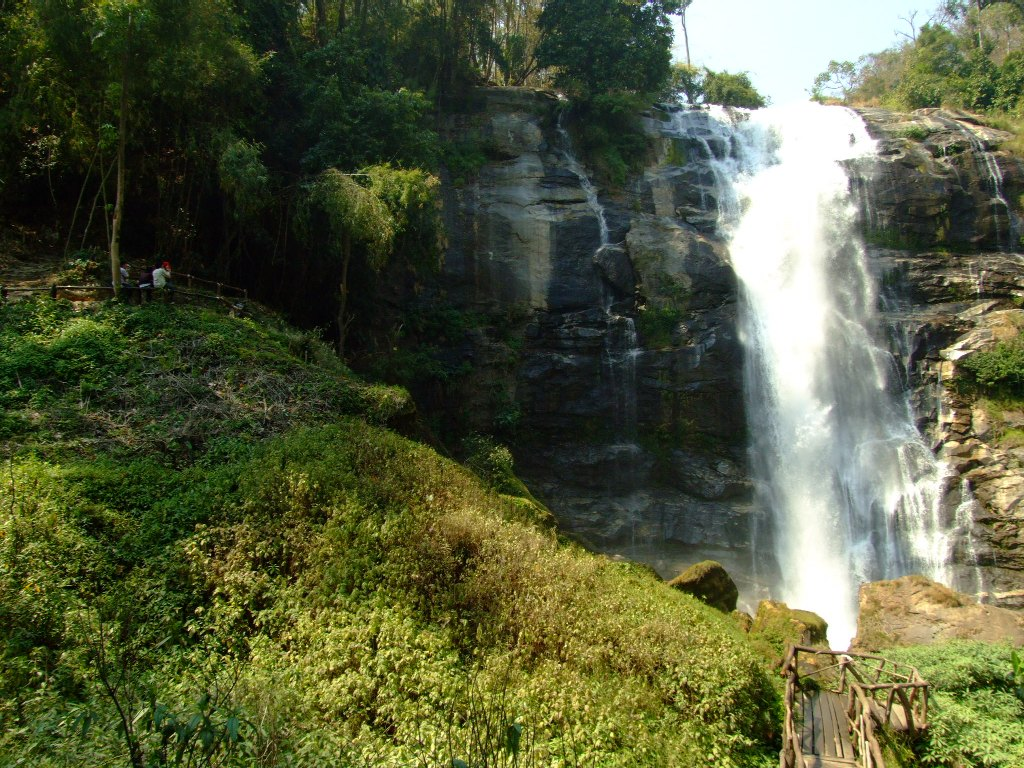
Wacsirathan-vízesés a Doi Inthanon N. P.-ban

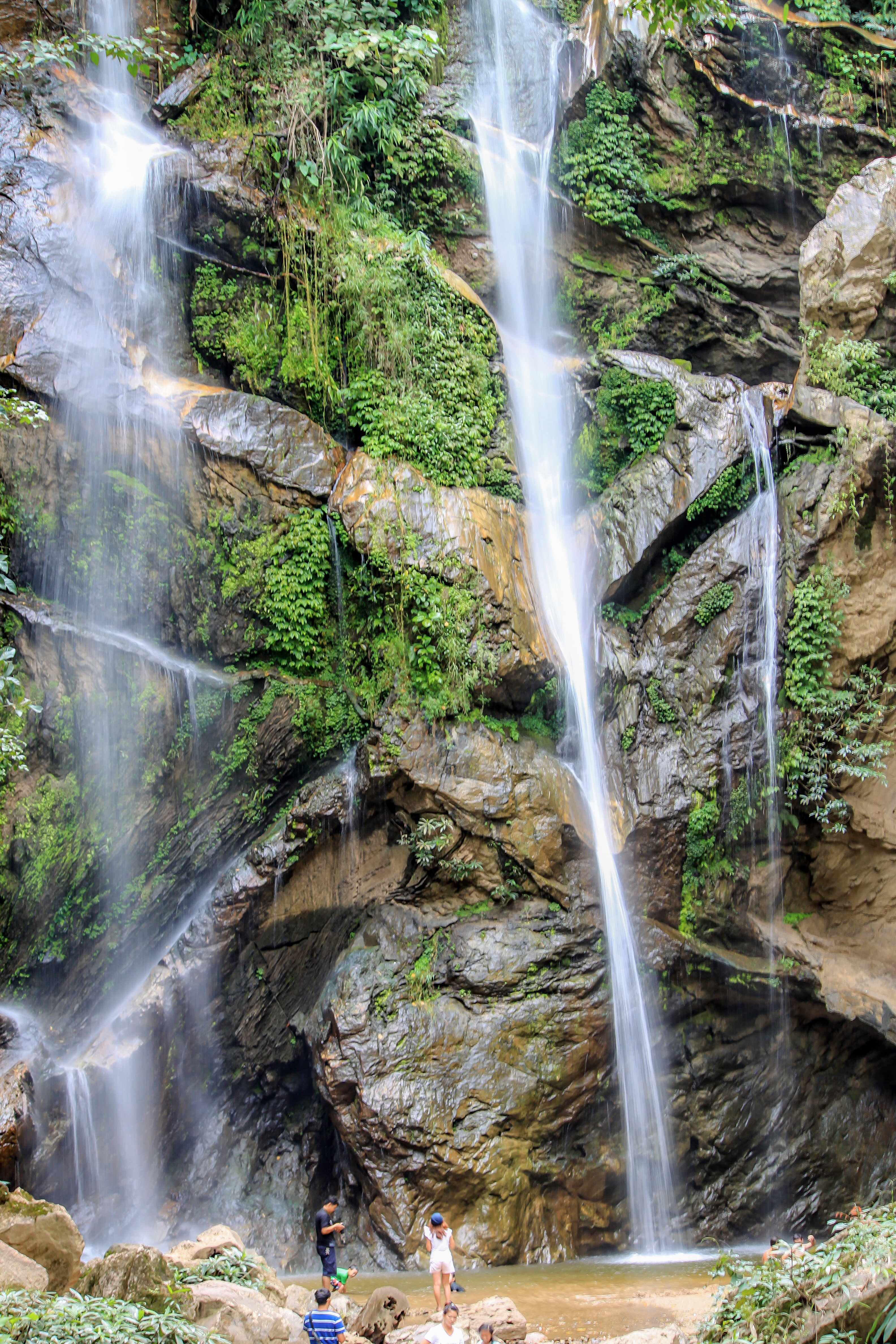
Doi Suthep–Pui Nemzeti Park

| név             | terület (km²) | alapítás | forrás                                                     |
| --------------- | ------------- | -------- | ---------------------------------------------------------- |
| Doi Inthanon    | 482,4         | 1972     | Archiválva 2014. május 28-i dátummal a Wayback Machine-ben |
| Doi Pha Hom Pok | 524           |          | Archiválva 2014. május 28-i dátummal a Wayback Machine-ben |
| Doi Suthep–Pui  | 261,06        | 1981     | Archiválva 2014. május 28-i dátummal a Wayback Machine-ben |
| Huai Nam Dang   | 1.252,12      |          | Archiválva 2014. május 28-i dátummal a Wayback Machine-ben |
| Khun Khan       | 208           |          | Archiválva 2014. május 28-i dátummal a Wayback Machine-ben |
| Mae Wang        | 120           |          | Archiválva 2014. május 28-i dátummal a Wayback Machine-ben |
| Op Luang        | 553           | 1991     | Archiválva 2014. május 27-i dátummal a Wayback Machine-ben |
| Pha Daeng       | 1.154,92      | 2000     | Archiválva 2014. május 28-i dátummal a Wayback Machine-ben |
| Si Lanna        | 1406          | 1989     | Archiválva 2014. május 27-i dátummal a Wayback Machine-ben |

#### Chiang Rai

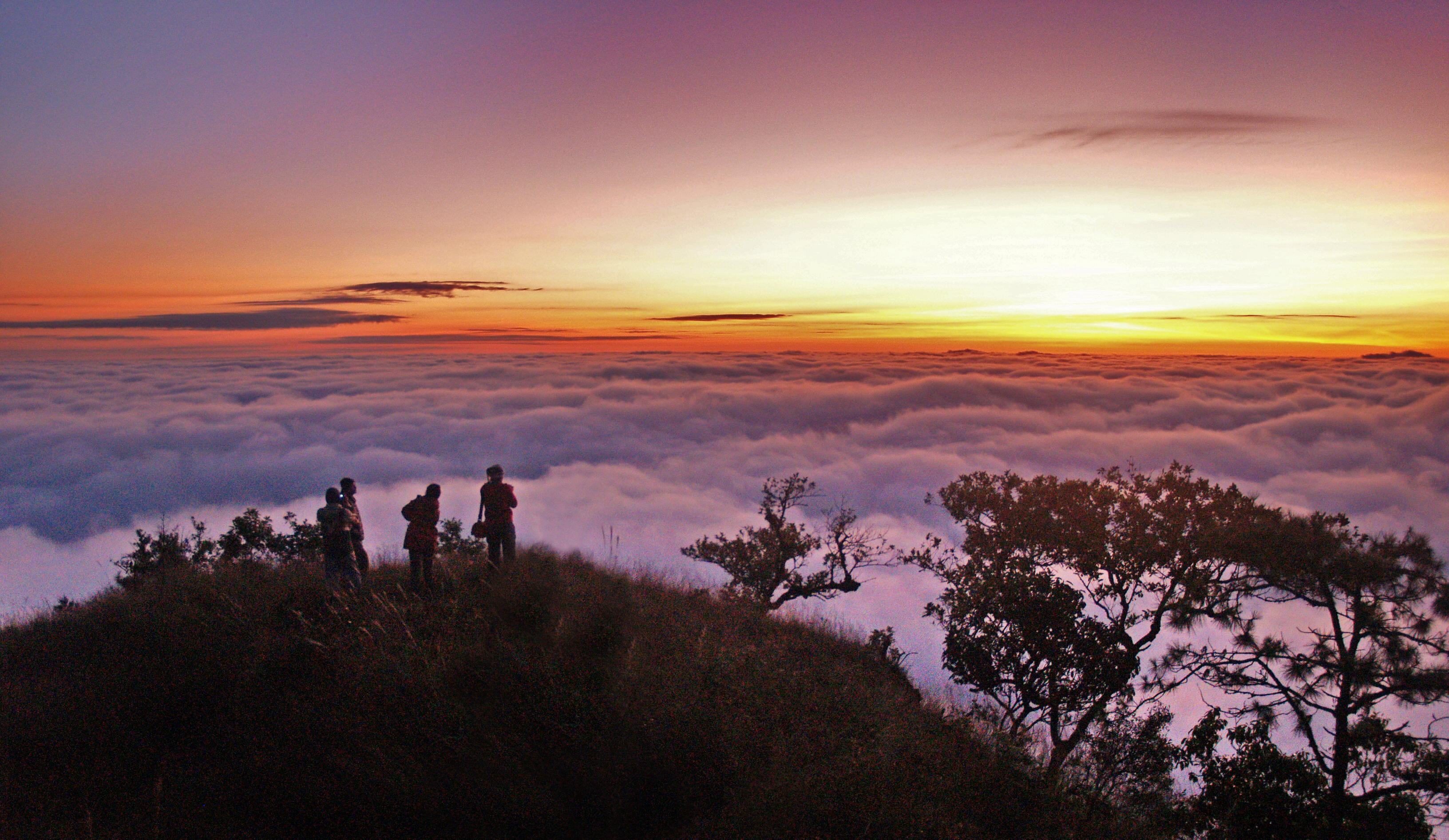
Felhők a Khun Chae N.P.-ban, Chiang Rai

| név       | terület (km²) | alapítás | forrás                                                     |
| --------- | ------------- | -------- | ---------------------------------------------------------- |
| Doi Luang | 1.170         | 1990     | Archiválva 2014. május 27-i dátummal a Wayback Machine-ben |
| Khun Chae | 270           | 1995     | Archiválva 2014. május 27-i dátummal a Wayback Machine-ben |

#### Kamphaeng Phet
| név              | terület (km²) | alapítás | forrás                                                     |
| ---------------- | ------------- | -------- | ---------------------------------------------------------- |
| Khlong Lan       | 300           | 1985     | Archiválva 2014. május 27-i dátummal a Wayback Machine-ben |
| Khlong Wang Chao | 747           | 1990     | Archiválva 2014. május 28-i dátummal a Wayback Machine-ben |
| Mae Wong         | 894           | 1987     | Archiválva 2014. május 27-i dátummal a Wayback Machine-ben |

#### Lampang
| név      | terület (km²) | alapítás | forrás                                                     |
| -------- | ------------- | -------- | ---------------------------------------------------------- |
| Chae Son | 592           | 1988     | Archiválva 2014. május 27-i dátummal a Wayback Machine-ben |
| Mae Wa   | 587           | 2000     | Archiválva 2014. május 27-i dátummal a Wayback Machine-ben |

#### Lamphun
| név          | terület (km²) | alapítás | forrás                                                     |
| ------------ | ------------- | -------- | ---------------------------------------------------------- |
| Doi Khun Tan | 255.29        | 1975     | Archiválva 2014. május 27-i dátummal a Wayback Machine-ben |
| Mae Ping     | 1.003,75      |          | Archiválva 2014. május 27-i dátummal a Wayback Machine-ben |

#### Mae Hong Son

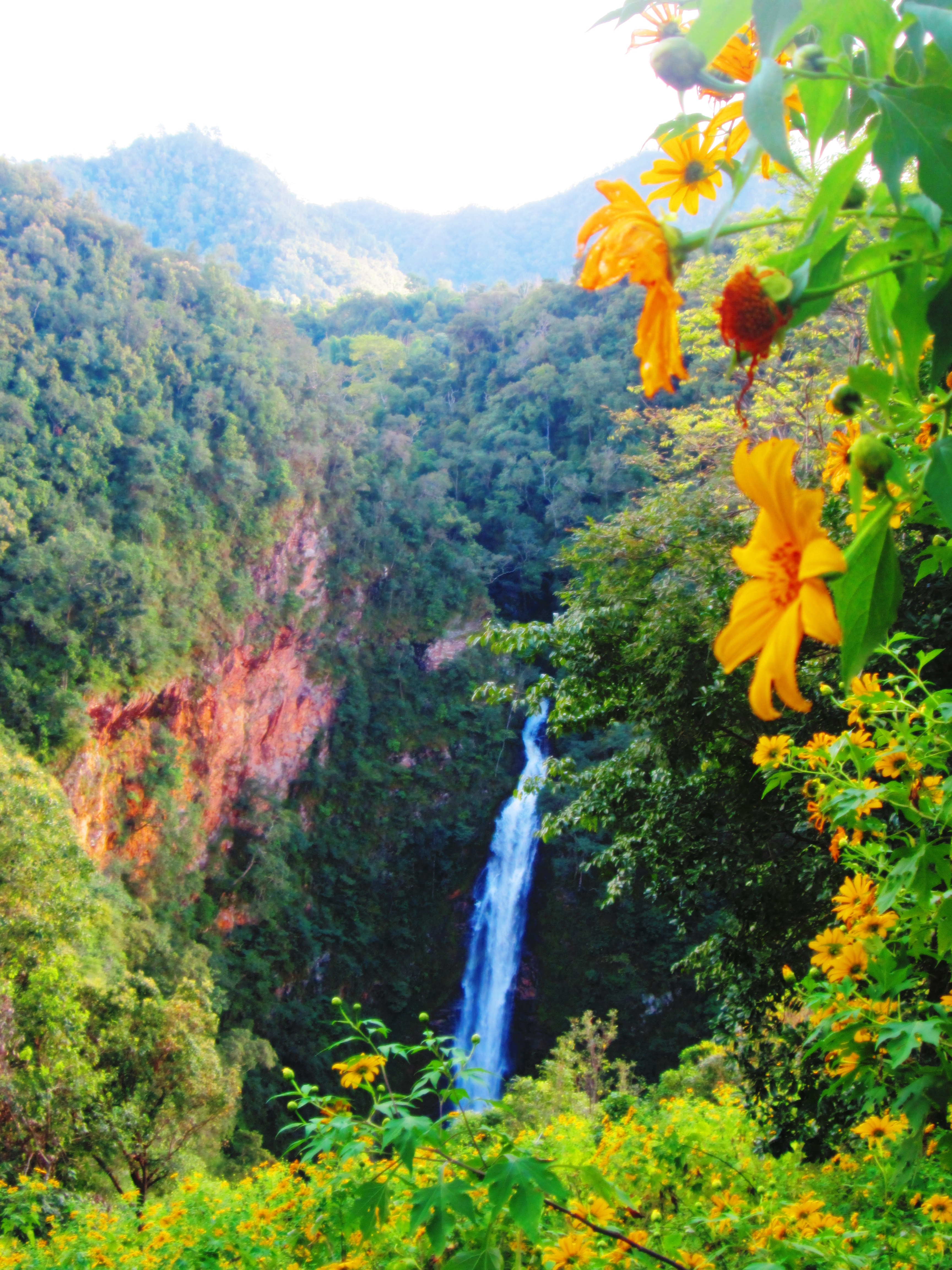
Namtok Mae Surin

| név                      | terület (km²) | alapítás | forrás                                                       |
| ------------------------ | ------------- | -------- | ------------------------------------------------------------ |
| Namtok Mae Surin         | 396,6         | 1981     | Archiválva 2014. május 27-i dátummal a Wayback Machine-ben   |
| Salawin                  | 721,52        |          | Archiválva 2014. május 27-i dátummal a Wayback Machine-ben   |
| Tham Pla–Namtok Pha Suea | 511           |          | Archiválva 2014. november 5-i dátummal a Wayback Machine-ben |

#### Nan
| név         | terület (km²) | alapítás | forrás                                                       |
| ----------- | ------------- | -------- | ------------------------------------------------------------ |
| Doi Phu Kha | 1.704         |          | Archiválva 2012. június 4-i dátummal a Wayback Machine-ben   |
| Khun Nan    | 208           | 2009     | Archiválva 2012. június 4-i dátummal a Wayback Machine-ben   |
| Mae Charim  | 432           |          | Archiválva 2014. november 5-i dátummal a Wayback Machine-ben |
| Si Nan      | 1.024         |          | Archiválva 2014. november 5-i dátummal a Wayback Machine-ben |

#### Phayao

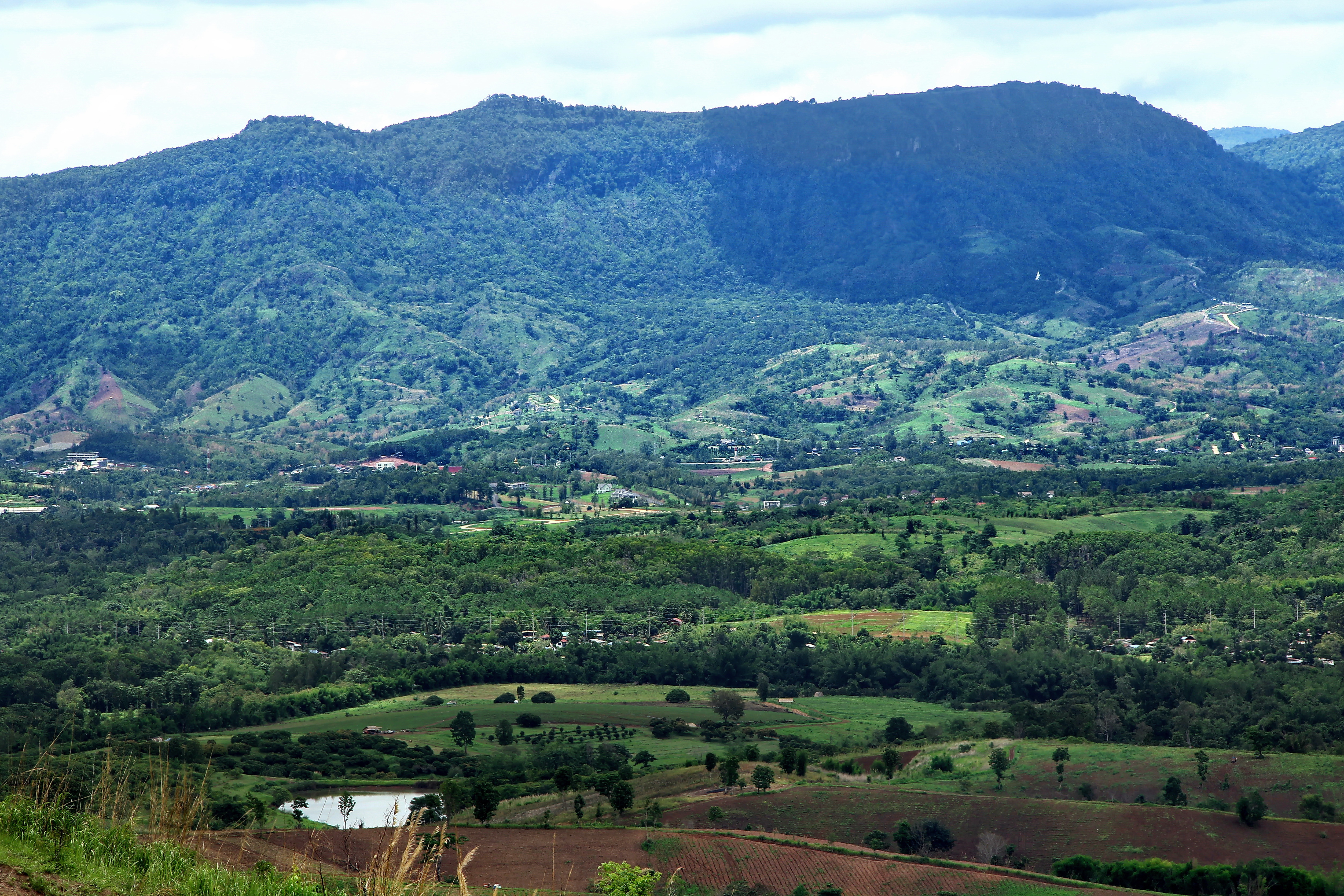
Khao Kho

| név          | terület (km²) | alapítás | forrás                                                     |
| ------------ | ------------- | -------- | ---------------------------------------------------------- |
| Doi Phu Nang | 860           |          | Archiválva 2014. május 28-i dátummal a Wayback Machine-ben |
| Mae Puem     | 350,948       |          | Archiválva 2014. május 27-i dátummal a Wayback Machine-ben |
| Phu Sang     | 284,88        |          | Archiválva 2014. május 28-i dátummal a Wayback Machine-ben |

#### Phetchabun
| név      | terület (km²) | alapítás | forrás                                                     |
| -------- | ------------- | -------- | ---------------------------------------------------------- |
| Khao Kho | 483           | 1995     | Archiválva 2014. május 28-i dátummal a Wayback Machine-ben |
| Nam Nao  | 966           | 1972     | Archiválva 2014. május 27-i dátummal a Wayback Machine-ben |
| Tat Mok  | 290           | 1998     | Archiválva 2014. május 28-i dátummal a Wayback Machine-ben |

#### Phitsanulok

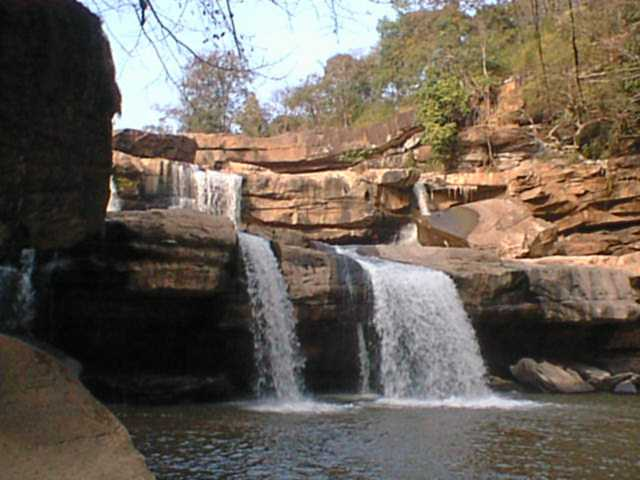
Kaeng Sopha-vízesés, Thung Salaeng Luang Nemzeti Park

| név                 | terület (km²) | alapítás | forrás                                                     |
| ------------------- | ------------- | -------- | ---------------------------------------------------------- |
| Namtok Chat Trakan  | 543           |          | Archiválva 2014. május 27-i dátummal a Wayback Machine-ben |
| Phu Hin Rong Kla    | 307           | 1984     | Archiválva 2014. május 27-i dátummal a Wayback Machine-ben |
| Thung Salaeng Luang | 1.262,4       | 1972     | Archiválva 2014. május 27-i dátummal a Wayback Machine-ben |

#### Phrae
| név           | terület (km²) | alapítás | forrás                                                     |
| ------------- | ------------- | -------- | ---------------------------------------------------------- |
| Doi Pha Klong | 189           |          | Archiválva 2014. május 28-i dátummal a Wayback Machine-ben |
| Mae Yom       | 454,75        |          | Archiválva 2014. május 27-i dátummal a Wayback Machine-ben |
| Wiang Kosai   | 410           |          | Archiválva 2014. május 27-i dátummal a Wayback Machine-ben |

#### Sukhothai

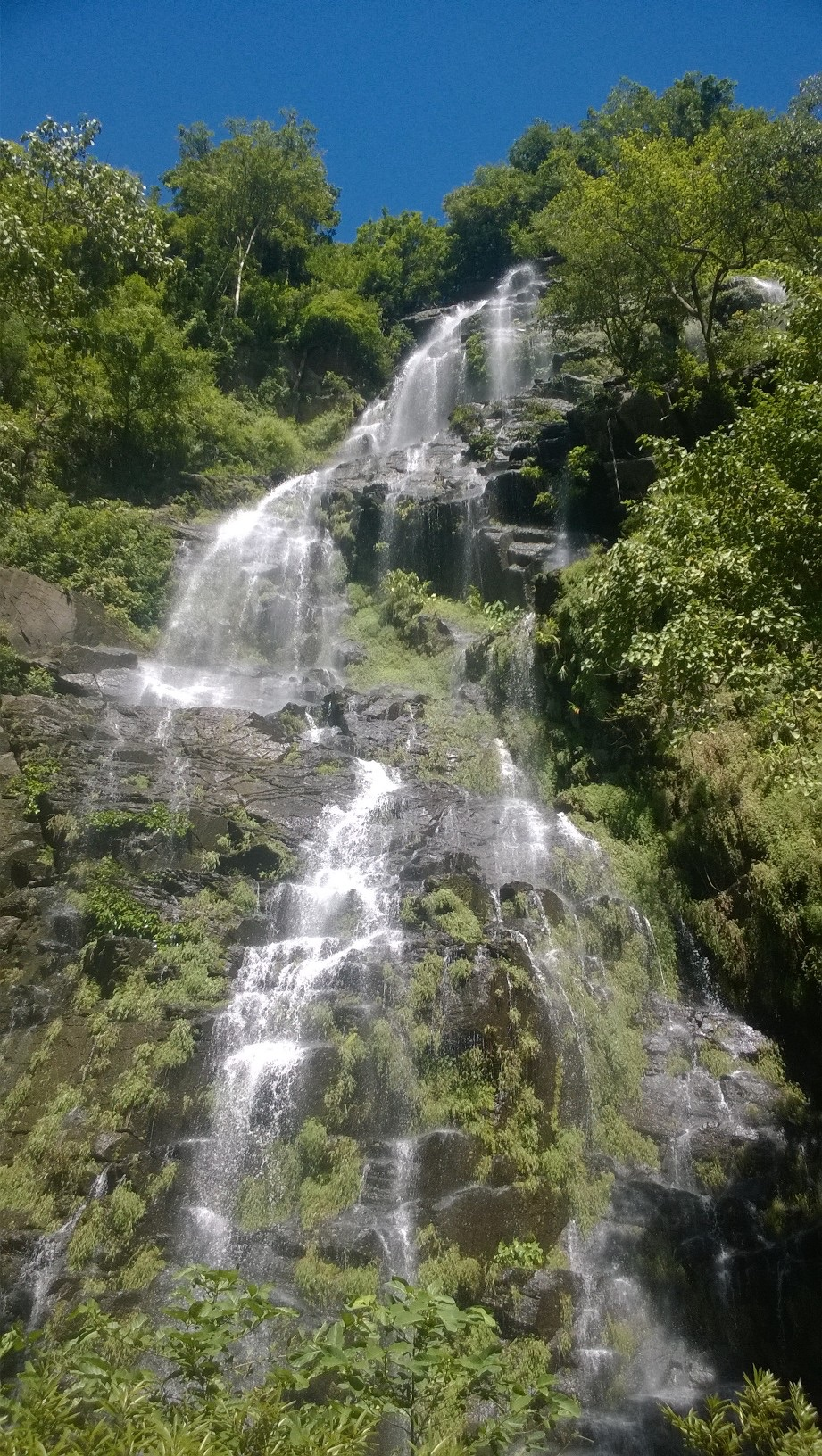
Sairung-vízesés, Ramkhamhaeng N. P.

| név            | terület (km²) | alapítás | forrás                                                     |
| -------------- | ------------- | -------- | ---------------------------------------------------------- |
| Ramkhamhaeng   | 341           | 1980     | Archiválva 2014. május 27-i dátummal a Wayback Machine-ben |
| Si Satchanalai | 213,2         | 1981     | Archiválva 2014. május 27-i dátummal a Wayback Machine-ben |

#### Tak
| név            | terület (km²) | alapítás | forrás                                                     |
| -------------- | ------------- | -------- | ---------------------------------------------------------- |
| Khun Phawo     | 220           |          | Archiválva 2014. május 27-i dátummal a Wayback Machine-ben |
| Lan Sang       | 104           | 1978     | Archiválva 2014. május 27-i dátummal a Wayback Machine-ben |
| Mae Moei       | 185,28        | 1990     | Archiválva 2014. május 28-i dátummal a Wayback Machine-ben |
| Taksin Maharat | 149           | 1981     | Archiválva 2014. május 27-i dátummal a Wayback Machine-ben |

#### Uttaradit
| név         | terület (km²) | alapítás | forrás                                                     |
| ----------- | ------------- | -------- | ---------------------------------------------------------- |
| Lam Nam Nan | 999,15        | 1998     | Archiválva 2014. május 28-i dátummal a Wayback Machine-ben |
| Phu Soi Dao | 340           |          | Archiválva 2014. május 28-i dátummal a Wayback Machine-ben |
| Ton Sak Yai | 520           |          | Archiválva 2014. május 27-i dátummal a Wayback Machine-ben |

### ÉK-Thaiföld

#### Buriram
| név       | terület (km²) | alapítás | forrás                                                     |
| --------- | ------------- | -------- | ---------------------------------------------------------- |
| Ta Phraya | 594           |          | Archiválva 2014. május 27-i dátummal a Wayback Machine-ben |

#### Chaiyaphum

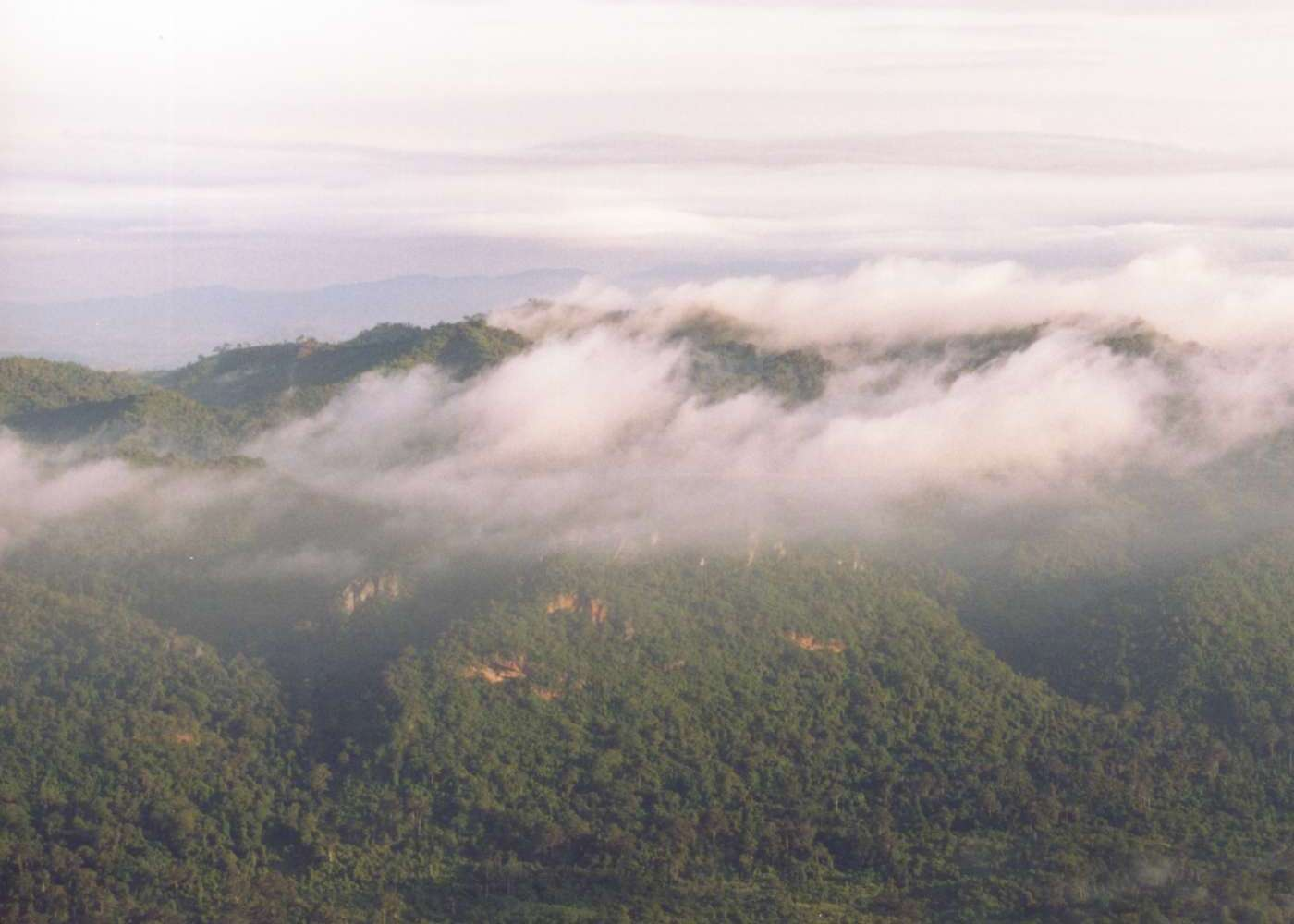
Pa Hin Ngam N. P.

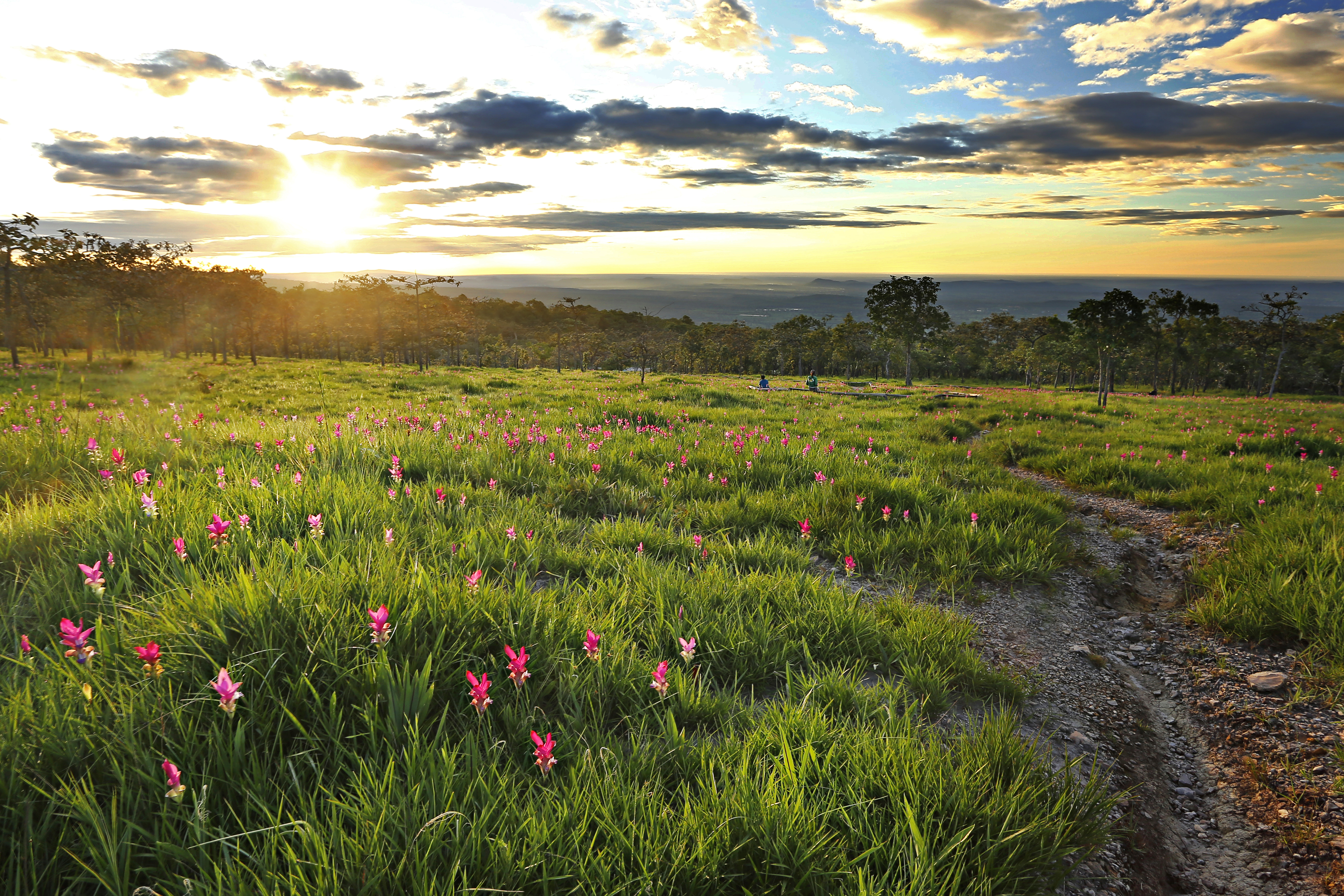
Sai Thong N. Park

| név         | terület (km²) | alapítás | forrás                                                     |
| ----------- | ------------- | -------- | ---------------------------------------------------------- |
| Pa Hin Ngam | 112           | 1994     | Archiválva 2012. május 16-i dátummal a Wayback Machine-ben |
| Phu Laenkha | 201           |          | Archiválva 2014. május 27-i dátummal a Wayback Machine-ben |
| Sai Thong   | 319           |          | Archiválva 2014. május 27-i dátummal a Wayback Machine-ben |
| Tat Ton     | 217,18        | 1980     | Archiválva 2014. május 27-i dátummal a Wayback Machine-ben |

#### Khon Kaen
| név                   | terület (km²) | alapítás | forrás                                                     |
| --------------------- | ------------- | -------- | ---------------------------------------------------------- |
| Nam Phong             | 197           |          | Archiválva 2014. május 28-i dátummal a Wayback Machine-ben |
| Phu Kao–Phu Phan Kham | 322           |          | Archiválva 2014. május 28-i dátummal a Wayback Machine-ben |
| Phu Pha Man           | 340           |          | Archiválva 2014. május 27-i dátummal a Wayback Machine-ben |
| Phu Wiang             | 325           | 1991     | Archiválva 2014. május 28-i dátummal a Wayback Machine-ben |

#### Loei

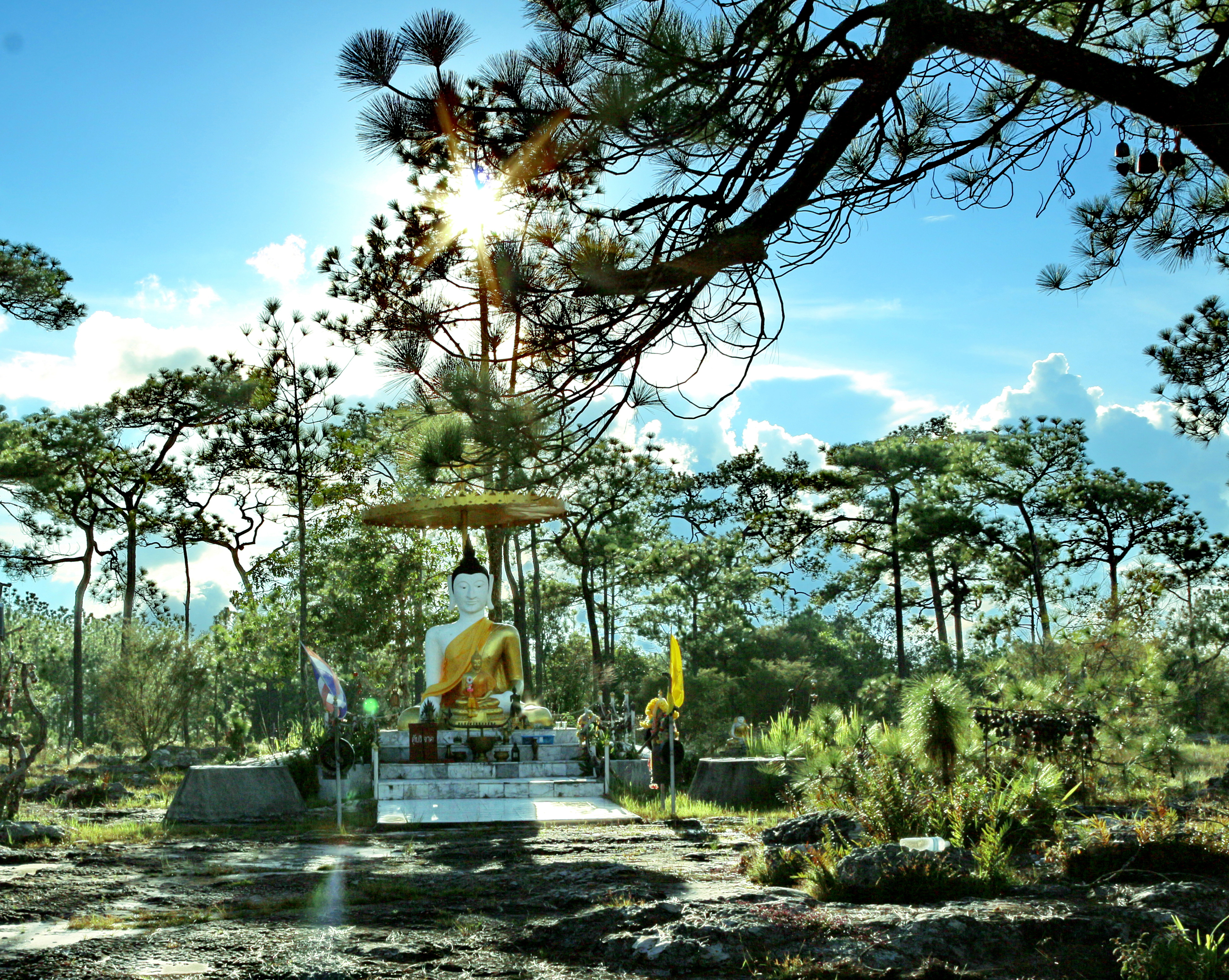
Buddha-szobor, Phu Kradueng Nemzeti Park

| név          | terület (km²) | alapítás | forrás                                                     |
| ------------ | ------------- | -------- | ---------------------------------------------------------- |
| Phu Kradueng | 348,12        | 1962     |                                                            |
| Phu Ruea     | 120,84        |          | Archiválva 2014. május 28-i dátummal a Wayback Machine-ben |
| Phu Suan Sai | 117,16        | 1991     | Archiválva 2014. május 28-i dátummal a Wayback Machine-ben |

#### Mukdahan
| név            | terület (km²) | alapítás | forrás                                                     |
| -------------- | ------------- | -------- | ---------------------------------------------------------- |
| Phu Pha Thoep  | 48,5          |          | Archiválva 2014. május 27-i dátummal a Wayback Machine-ben |
| Phu Sa Dok Bua | 231           |          | Archiválva 2014. május 27-i dátummal a Wayback Machine-ben |

#### Nakhon Phanom
| név        | terület (km²) | alapítás | forrás                                                     |
| ---------- | ------------- | -------- | ---------------------------------------------------------- |
| Phu Langka | 50            |          | Archiválva 2014. május 28-i dátummal a Wayback Machine-ben |

#### Nakhon Ratchasima

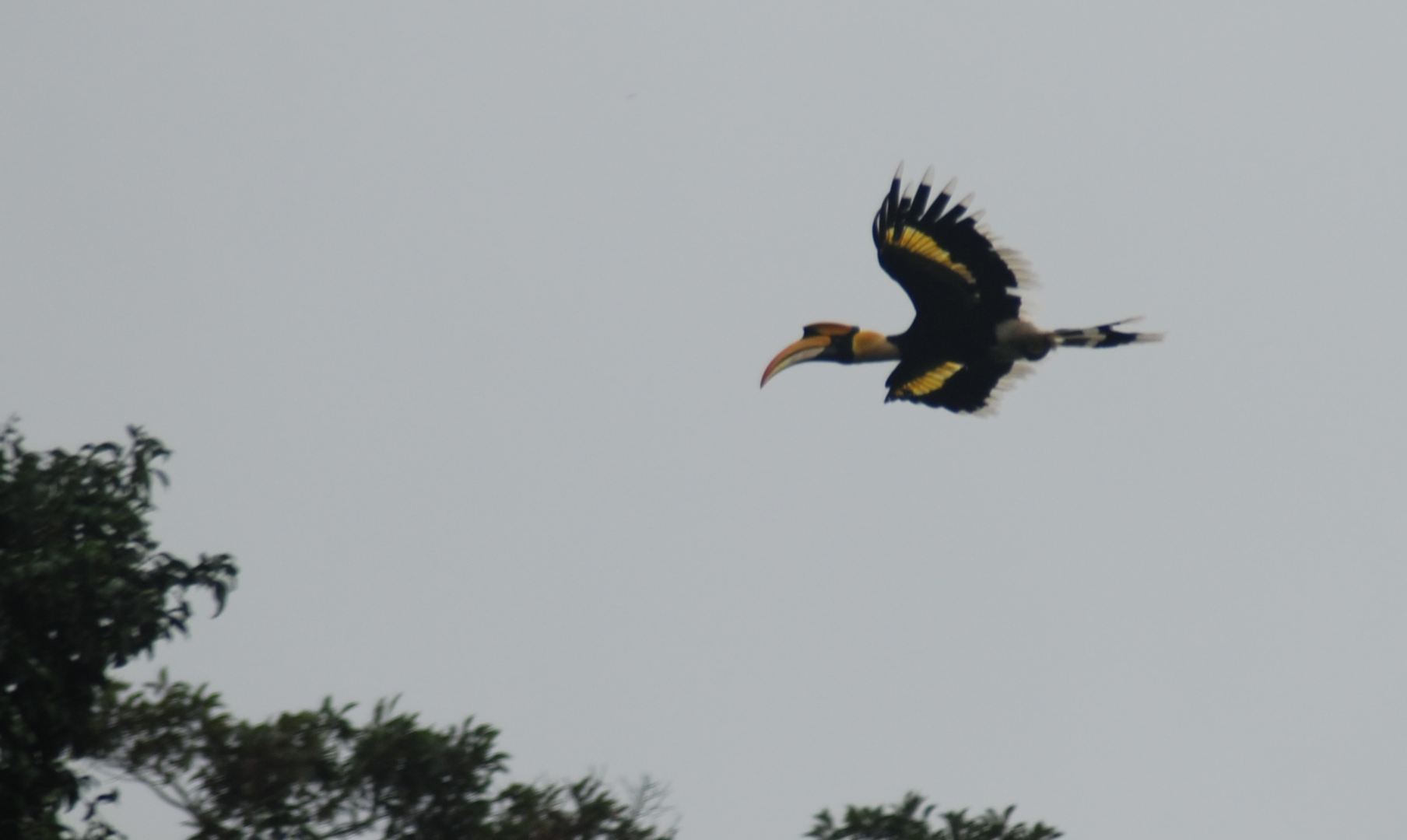
Nagy szarvascsőrűmadár a Khao Yai N. P.ban

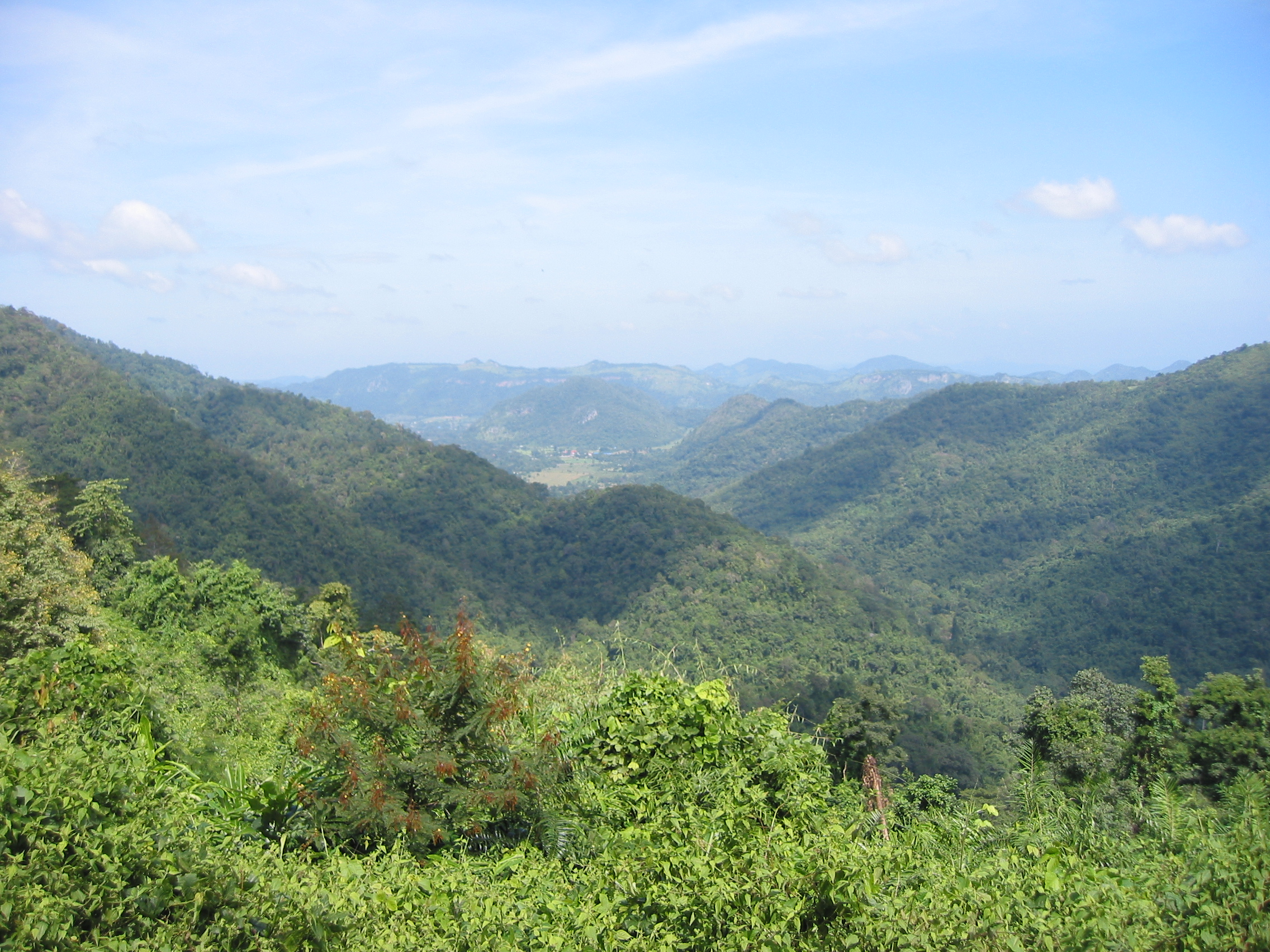
A Khao Yai a 2. legnagyobb park az országban

| név      | terület (km²) | alapítás | forrás |
| -------- | ------------- | -------- | ------ |
| Khao Yai | 2.168,635     | 1962     |        |

#### Sakon Nakhon
| név         | terület (km²) | alapítás | forrás                                                     |
| ----------- | ------------- | -------- | ---------------------------------------------------------- |
| Phu Pha Lek | 404           |          | Archiválva 2014. május 27-i dátummal a Wayback Machine-ben |
| Phu Pha Yon | 828,56        | 1987     | Archiválva 2014. május 27-i dátummal a Wayback Machine-ben |
| Phu Phan    | 664,7         |          | Archiválva 2014. május 27-i dátummal a Wayback Machine-ben |

#### Sisaket
| név             | terület (km²) | alapítás | forrás                                                      |
| --------------- | ------------- | -------- | ----------------------------------------------------------- |
| Khao Phra Wihan | 130           | 1998     | Archiválva 2009. február 5-i dátummal a Wayback Machine-ben |

#### Ubon Ratchathani
| név              | terület (km²) | alapítás | forrás                                                     |
| ---------------- | ------------- | -------- | ---------------------------------------------------------- |
| Kaeng Tana       | 80            | 1981     | Archiválva 2014. május 27-i dátummal a Wayback Machine-ben |
| Pha Taem         | 350           |          | Archiválva 2014. május 28-i dátummal a Wayback Machine-ben |
| Phu Chong–Na Yoi | 686           | 1987     | Archiválva 2014. május 27-i dátummal a Wayback Machine-ben |

### Közép-Thaiföld

#### Chanthaburi
| név              | terület (km²) | alapítás | forrás                                                     |
| ---------------- | ------------- | -------- | ---------------------------------------------------------- |
| Khao Khitchakut  | 58,31         | 1977     | Archiválva 2014. május 28-i dátummal a Wayback Machine-ben |
| Khao Sip Ha Chan | 118           |          | Archiválva 2014. május 27-i dátummal a Wayback Machine-ben |
| Namtok Phlio     | 134,5         | 1975     | Archiválva 2014. május 28-i dátummal a Wayback Machine-ben |

#### Kanchanaburi

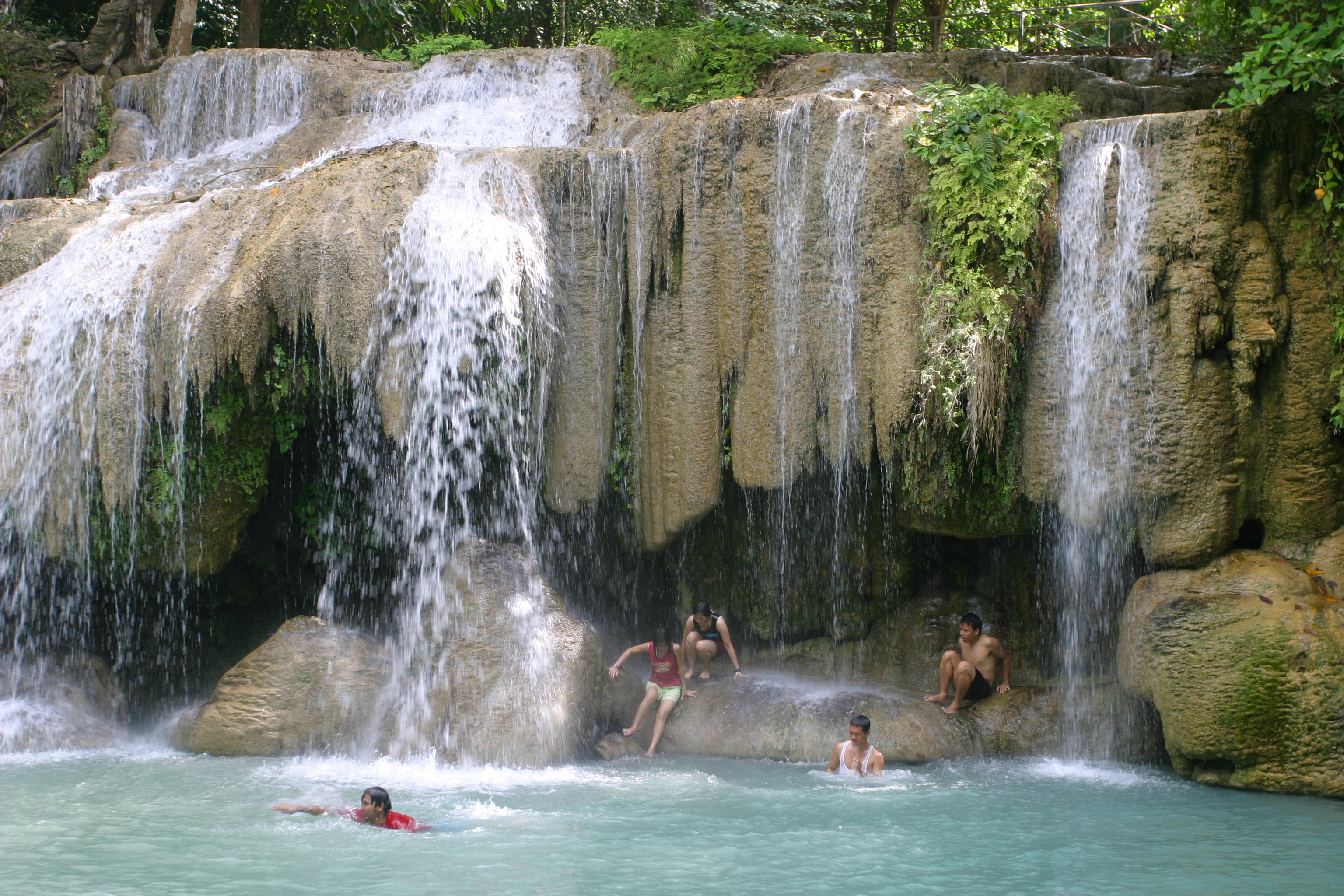
Az Erawan vízesése Kanchanaburi tartományban

| név                  | terület (km²) | alapítás | forrás                                                       |
| -------------------- | ------------- | -------- | ------------------------------------------------------------ |
| Chaloem Rattanakosin | 59            | 1980     | Archiválva 2014. május 28-i dátummal a Wayback Machine-ben   |
| Erawan               | 549,98        | 1975     | Archiválva 2014. május 27-i dátummal a Wayback Machine-ben   |
| Khao Laem            | 1.497         | 1987     | Archiválva 2014. május 28-i dátummal a Wayback Machine-ben   |
| Khuean Srinagarindra | 1.532         | 1981     | Archiválva 2014. május 27-i dátummal a Wayback Machine-ben   |
| Lam Khlong Ngu       | 673           |          | Archiválva 2014. november 5-i dátummal a Wayback Machine-ben |
| Sai Yok              | 500           | 1980     | Archiválva 2014. május 28-i dátummal a Wayback Machine-ben   |
| Thong Pha Phum       | 1.120         |          | Archiválva 2014. május 27-i dátummal a Wayback Machine-ben   |

#### Phetchaburi
| név           | terület (km²) | alapítás | forrás                                                     |
| ------------- | ------------- | -------- | ---------------------------------------------------------- |
| Kaeng Krachan | 2.914,7       | 1981     | Archiválva 2014. május 27-i dátummal a Wayback Machine-ben |

#### Prachinburi
| név      | terület (km²) | alapítás | forrás                                                       |
| -------- | ------------- | -------- | ------------------------------------------------------------ |
| Thap Lan | 2.235,8       | 1981     | Archiválva 2014. november 5-i dátummal a Wayback Machine-ben |

#### Prachuap Khiri Khan

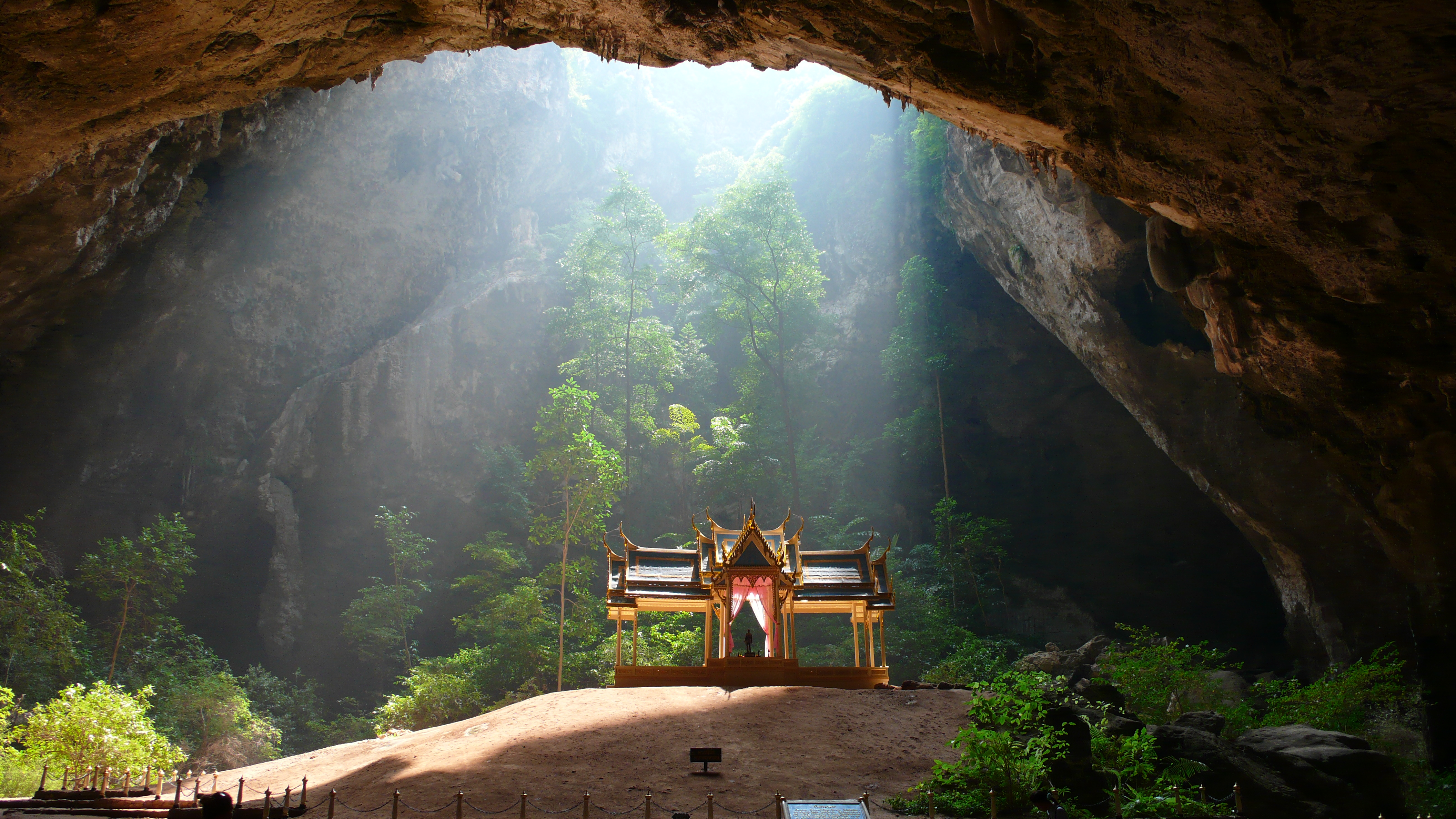
A Phraya Nakhon-barlang, Khao Sam Roi Yot

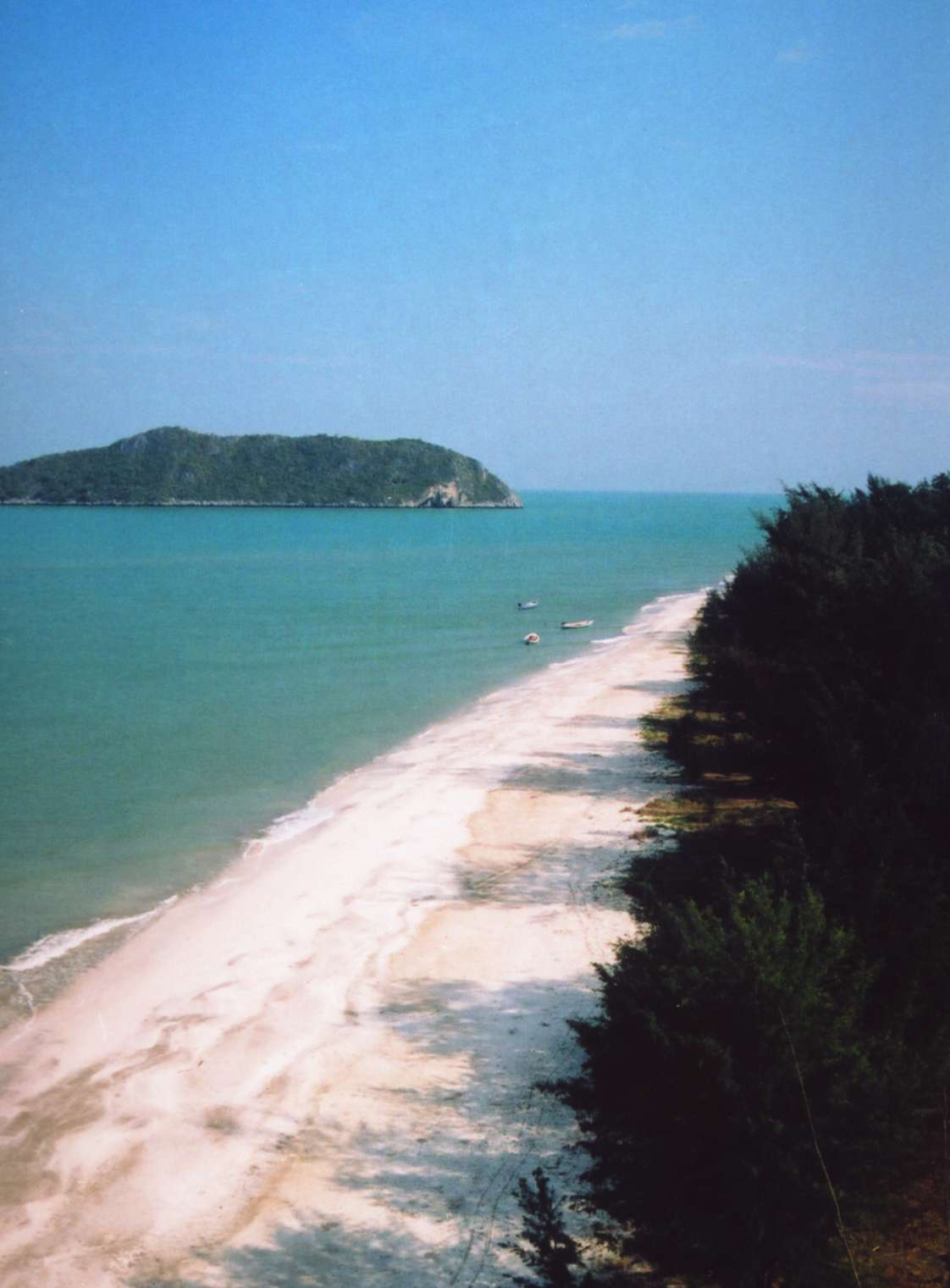
Khao Sam Roi Yot

| név              | terület (km²) | alapítás | forrás                                                       |
| ---------------- | ------------- | -------- | ------------------------------------------------------------ |
| Hat Wanakon      | 38            | 1992     | Archiválva 2014. május 27-i dátummal a Wayback Machine-ben   |
| Khao Sam Roi Yot | 98,08         | 1966     | Archiválva 2011. október 11-i dátummal a Wayback Machine-ben |
| Kui Buri         | 969           | 1999     | Archiválva 2014. május 28-i dátummal a Wayback Machine-ben   |
| Namtok Huai Yang | 161           | 1991     |                                                              |

#### Ratchaburi
| név                           | terület (km²) | alapítás | forrás                                                     |
| ----------------------------- | ------------- | -------- | ---------------------------------------------------------- |
| Chaloem Phrakiat Thai Prachan | 329           |          | Archiválva 2014. május 27-i dátummal a Wayback Machine-ben |

#### Rayong
| név                      | terület (km²) | alapítás | forrás                                                     |
| ------------------------ | ------------- | -------- | ---------------------------------------------------------- |
| Khao Chamao–Khao Wong    | 83,68         | 1975     | Archiválva 2014. május 28-i dátummal a Wayback Machine-ben |
| Khao Laem Ya–Mu Ko Samet | 131           | 1981     | Archiválva 2014. május 27-i dátummal a Wayback Machine-ben |

#### Sa Kaeo
| név       | terület (km²) | alapítás | forrás                                                     |
| --------- | ------------- | -------- | ---------------------------------------------------------- |
| Pang Sida | 844           | 1982     | Archiválva 2014. május 27-i dátummal a Wayback Machine-ben |

#### Saraburi

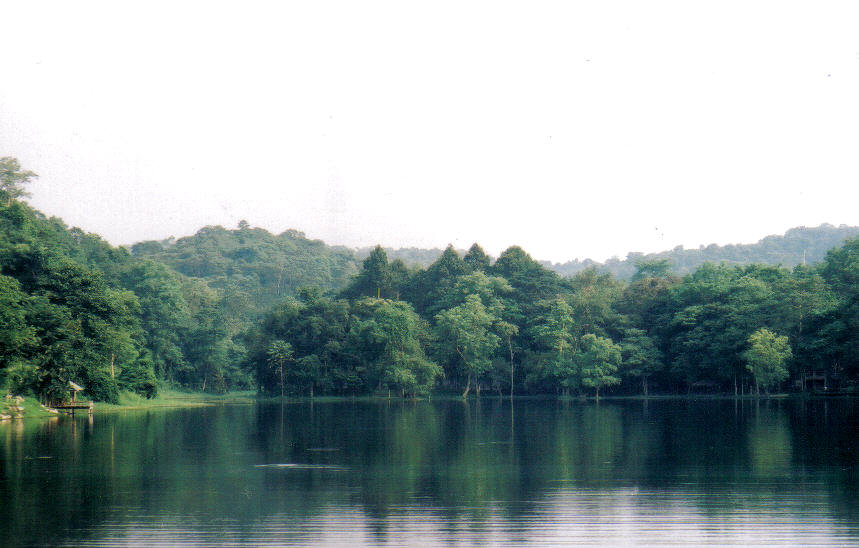
Namtok Sam Lan

| név            | terület (km²) | alapítás | forrás                                                     |
| -------------- | ------------- | -------- | ---------------------------------------------------------- |
| Namtok Sam Lan | 44,57         | 1981     | Archiválva 2014. május 28-i dátummal a Wayback Machine-ben |

#### Suphanburi
| név      | terület (km²) | alapítás | forrás                                                     |
| -------- | ------------- | -------- | ---------------------------------------------------------- |
| Phu Toei | 317,48        | 1987     | Archiválva 2014. május 27-i dátummal a Wayback Machine-ben |

#### Trat
| név                | terület (km²) | alapítás | forrás                                                     |
| ------------------ | ------------- | -------- | ---------------------------------------------------------- |
| Mu Ko Chang        | 650           | 1982     | Archiválva 2014. május 27-i dátummal a Wayback Machine-ben |
| Namtok Khlong Kaeo | 198           |          | Archiválva 2014. május 27-i dátummal a Wayback Machine-ben |

### Dél-Thaiföld

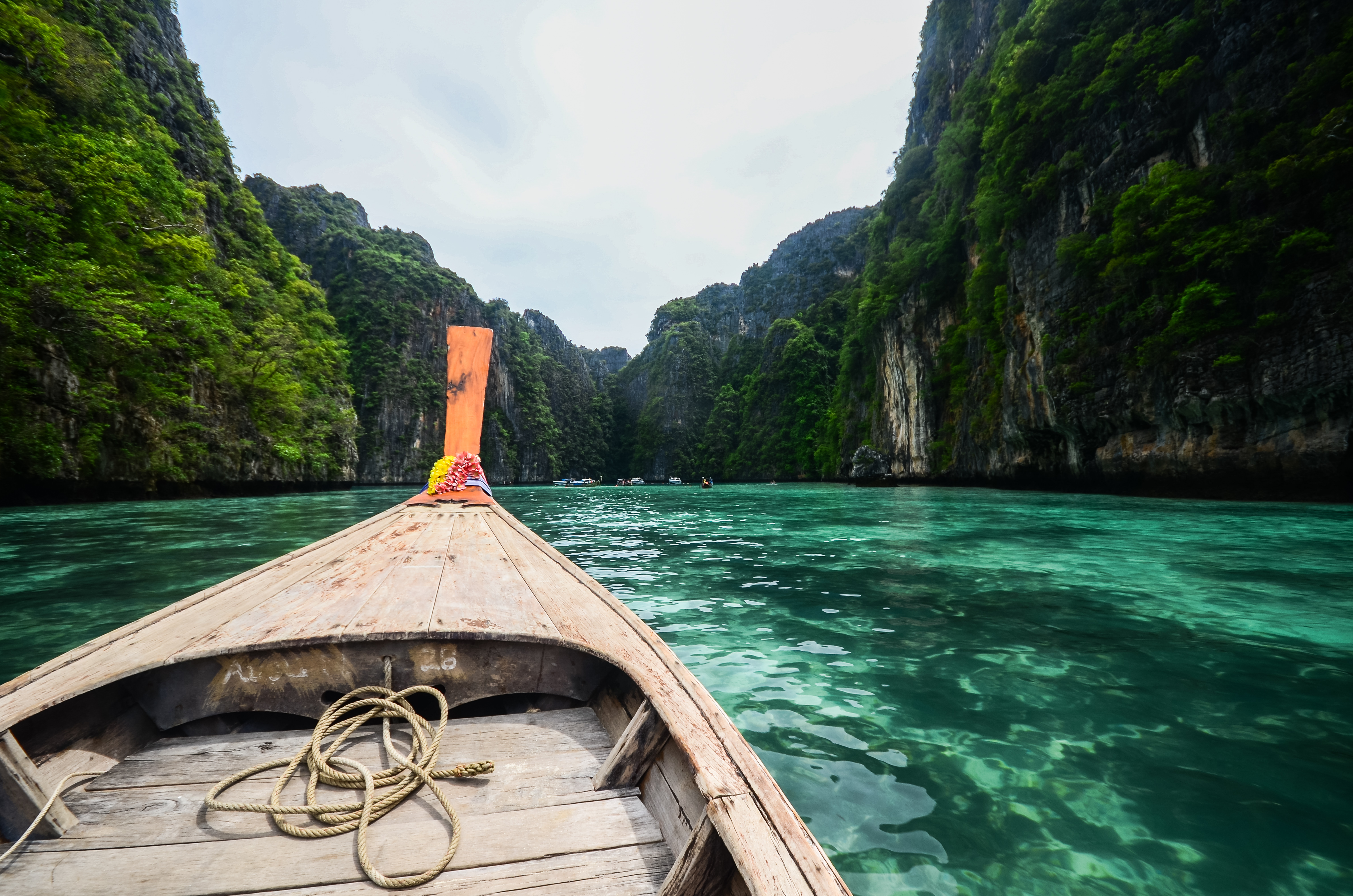
Hat Noppharat Thara–Mu Ko Phi Phi Nemzeti Park

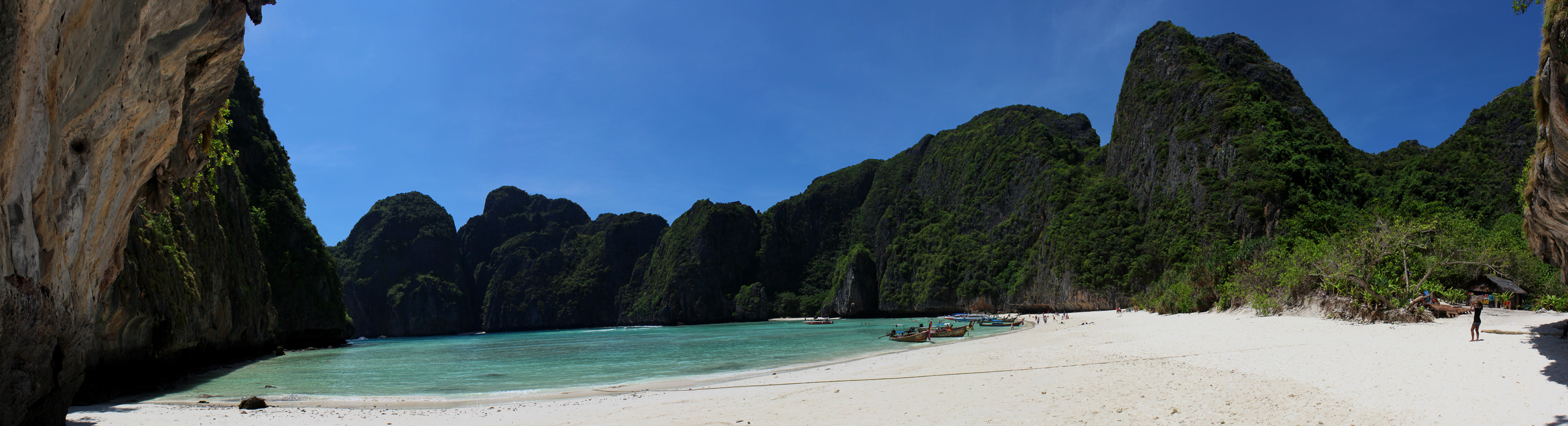
Maya-öböl, Hat Noppharat Thara–Mu Ko Phi Phi Nemzeti Park

#### Chumphon
| név            | terület (km²) | alapítás | forrás                                                     |
| -------------- | ------------- | -------- | ---------------------------------------------------------- |
| Mu Ko Chumphon | 317           | 1999     | Archiválva 2014. május 28-i dátummal a Wayback Machine-ben |

#### Krabi
| név                               | terület (km²) | alapítás | forrás                                                       |
| --------------------------------- | ------------- | -------- | ------------------------------------------------------------ |
| Hat Noppharat Thara–Mu Ko Phi Phi | 387,9         | 1983     | Archiválva 2014. május 28-i dátummal a Wayback Machine-ben   |
| Khao Phanom Bencha                | 50,12         |          | Archiválva 2014. május 27-i dátummal a Wayback Machine-ben   |
| Mu Ko Lanta                       | 134           | 1990     | Archiválva 2014. május 28-i dátummal a Wayback Machine-ben   |
| Than Bok Khorani                  | 104           | 1998     | Archiválva 2014. november 5-i dátummal a Wayback Machine-ben |

#### Nakhon Si Thammarat
| név            | terület (km²) | alapítás | forrás                                                     |
| -------------- | ------------- | -------- | ---------------------------------------------------------- |
| Khao Luang     | 570           | 1974     | Archiválva 2014. május 27-i dátummal a Wayback Machine-ben |
| Khao Nan       | 410           |          | Archiválva 2014. május 28-i dátummal a Wayback Machine-ben |
| Namtok Yong    | 205           |          | Archiválva 2014. május 28-i dátummal a Wayback Machine-ben |
| Namtok Si Khit | 145           | 1999     | Archiválva 2014. május 28-i dátummal a Wayback Machine-ben |

#### Narathiwat
| név               | terület (km²) | alapítás | forrás                                                     |
| ----------------- | ------------- | -------- | ---------------------------------------------------------- |
| Budo–Su-ngai Padi | 341           | 1974     | Archiválva 2014. május 27-i dátummal a Wayback Machine-ben |

#### Pattani
| név             | terület (km²) | alapítás | forrás                                                     |
| --------------- | ------------- | -------- | ---------------------------------------------------------- |
| Namtok Sai Khao | 70            |          | Archiválva 2014. május 27-i dátummal a Wayback Machine-ben |

#### Phangnga

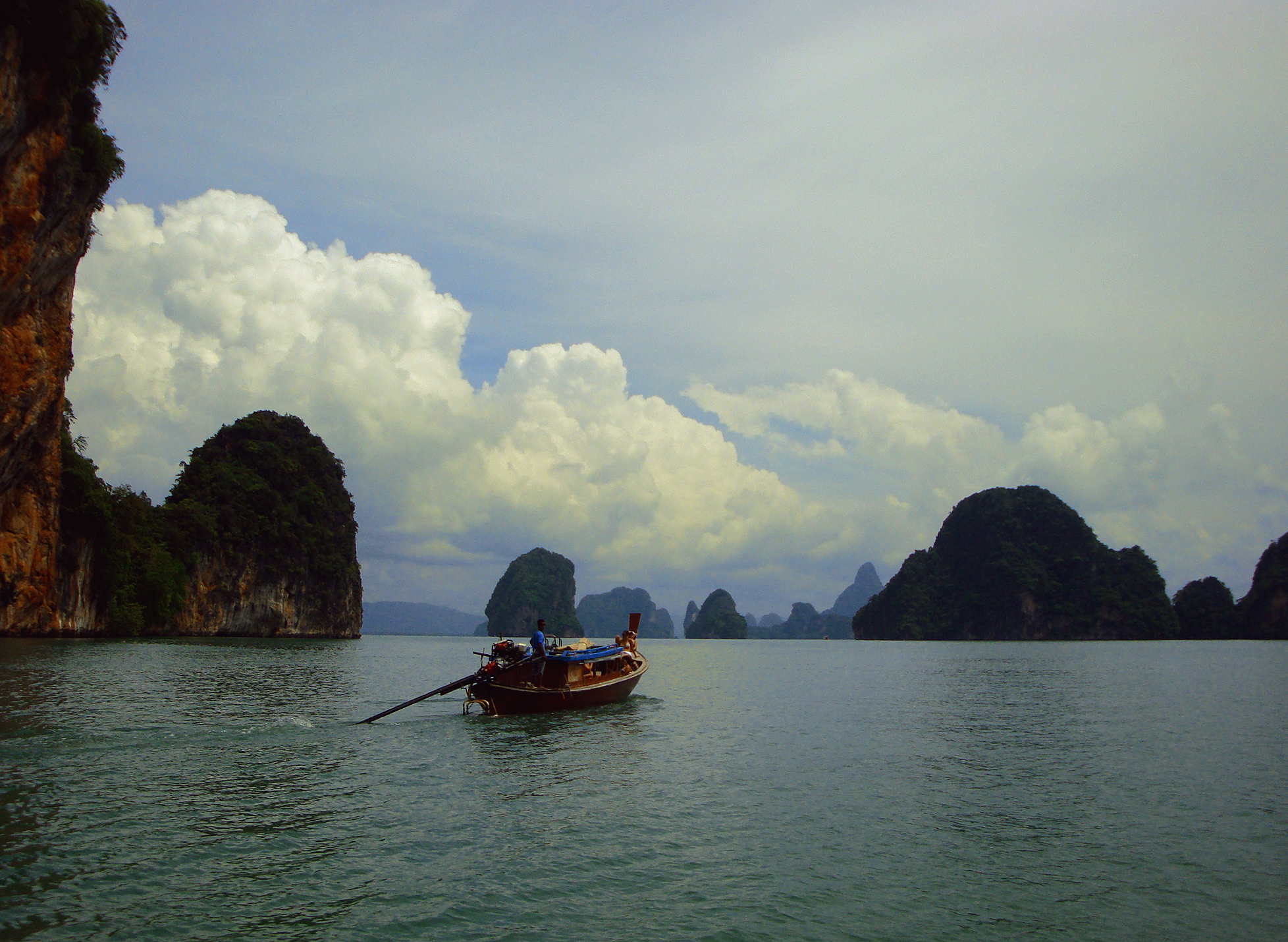
Phang Nga-öböl, Ao Phang Nga Nemzeti Park

| név                        | terület (km²) | alapítás | forrás                                                     |
| -------------------------- | ------------- | -------- | ---------------------------------------------------------- |
| Ao Phang-nga               | 400           | 1981[2]  | Archiválva 2014. május 28-i dátummal a Wayback Machine-ben |
| Khao Lak–Lam Ru            | 125           | 1991     | Archiválva 2014. május 27-i dátummal a Wayback Machine-ben |
| Khao Lampi–Hat Thai Mueang | 72            | 1986     | Archiválva 2014. május 27-i dátummal a Wayback Machine-ben |
| Mu Ko Similan              | 140           | 1982     | Archiválva 2014. május 28-i dátummal a Wayback Machine-ben |
| Mu Ko Surin                | 135           | 1981     | Archiválva 2014. május 27-i dátummal a Wayback Machine-ben |
| Si Phang-nga               | 246,08        | 1988     | Archiválva 2014. május 27-i dátummal a Wayback Machine-ben |

#### Phattalung
| név             | terület (km²) | alapítás | forrás |
| --------------- | ------------- | -------- | ------ |
| Khao Pu–Khao Ya | 694           |          |        |

#### Phuket
| név     | terület (km²) | alapítás | forrás                                                       |
| ------- | ------------- | -------- | ------------------------------------------------------------ |
| Sirinat | 90            | 1981     | Archiválva 2011. október 18-i dátummal a Wayback Machine-ben |

#### Ranong
| név              | terület (km²) | alapítás | forrás                                                     |
| ---------------- | ------------- | -------- | ---------------------------------------------------------- |
| Laem Son         | 315           | 1983     | Archiválva 2014. május 27-i dátummal a Wayback Machine-ben |
| Lam Nam Kra Buri | 160           | 1999     | Archiválva 2014. május 28-i dátummal a Wayback Machine-ben |
| Mu Ko Ranong     | 357           |          |                                                            |
| Namtok Ngao      | 668           |          | Archiválva 2014. május 27-i dátummal a Wayback Machine-ben |

#### Satun
| név          | terület (km²) | alapítás | forrás                                                       |
| ------------ | ------------- | -------- | ------------------------------------------------------------ |
| Mu Ko Phetra | 494,38        | 1984     | Archiválva 2014. május 27-i dátummal a Wayback Machine-ben   |
| Tarutao      | 1.490         | 1976     | Archiválva 2014. május 28-i dátummal a Wayback Machine-ben   |
| Thale Ban    | 196           | 1980     | Archiválva 2014. november 5-i dátummal a Wayback Machine-ben |

#### Songkhla
| név            | terület (km²) | alapítás | forrás                                                     |
| -------------- | ------------- | -------- | ---------------------------------------------------------- |
| Khao Nam Khang | 212           |          | Archiválva 2014. május 28-i dátummal a Wayback Machine-ben |

#### Surat Thani

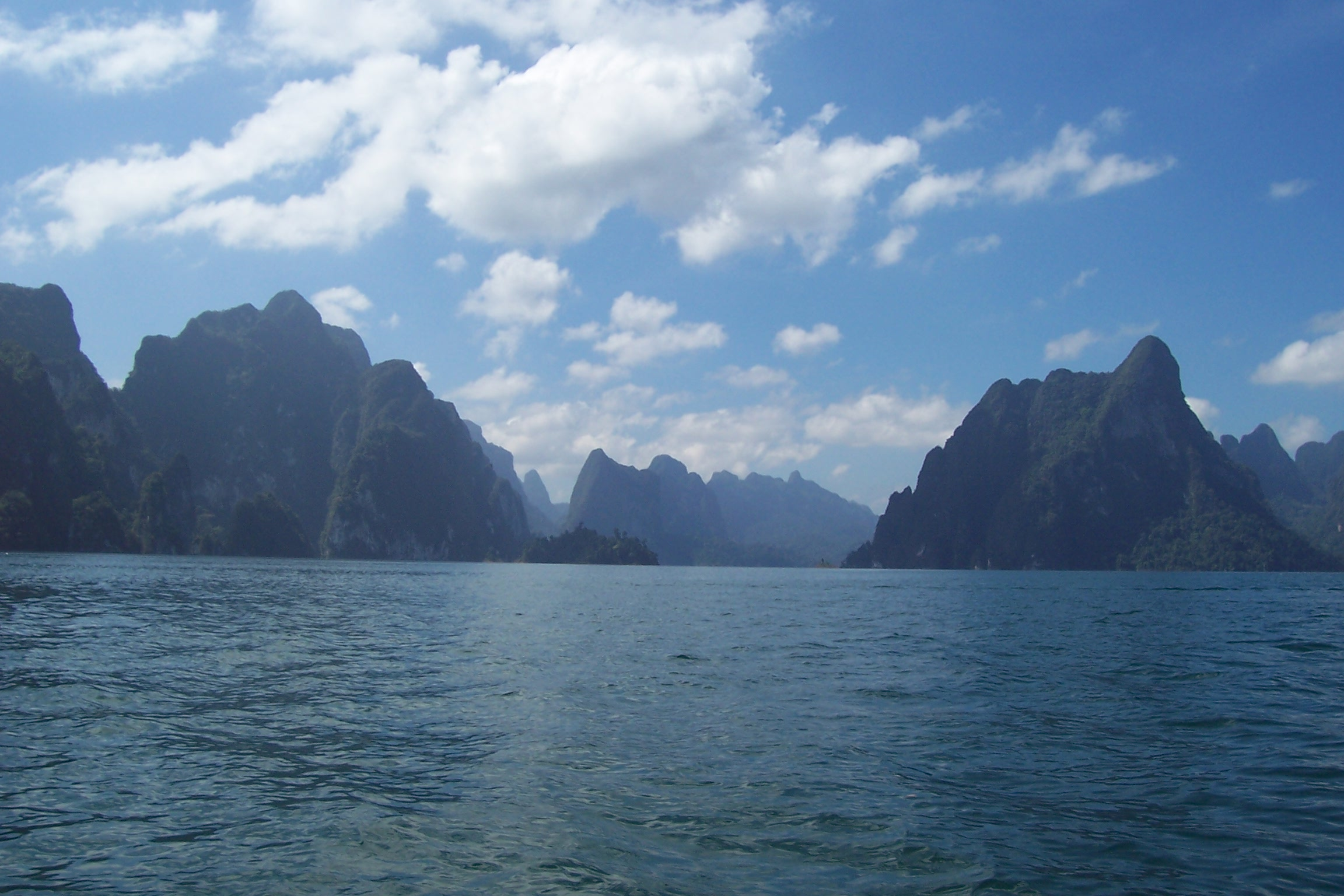
Khao Sok

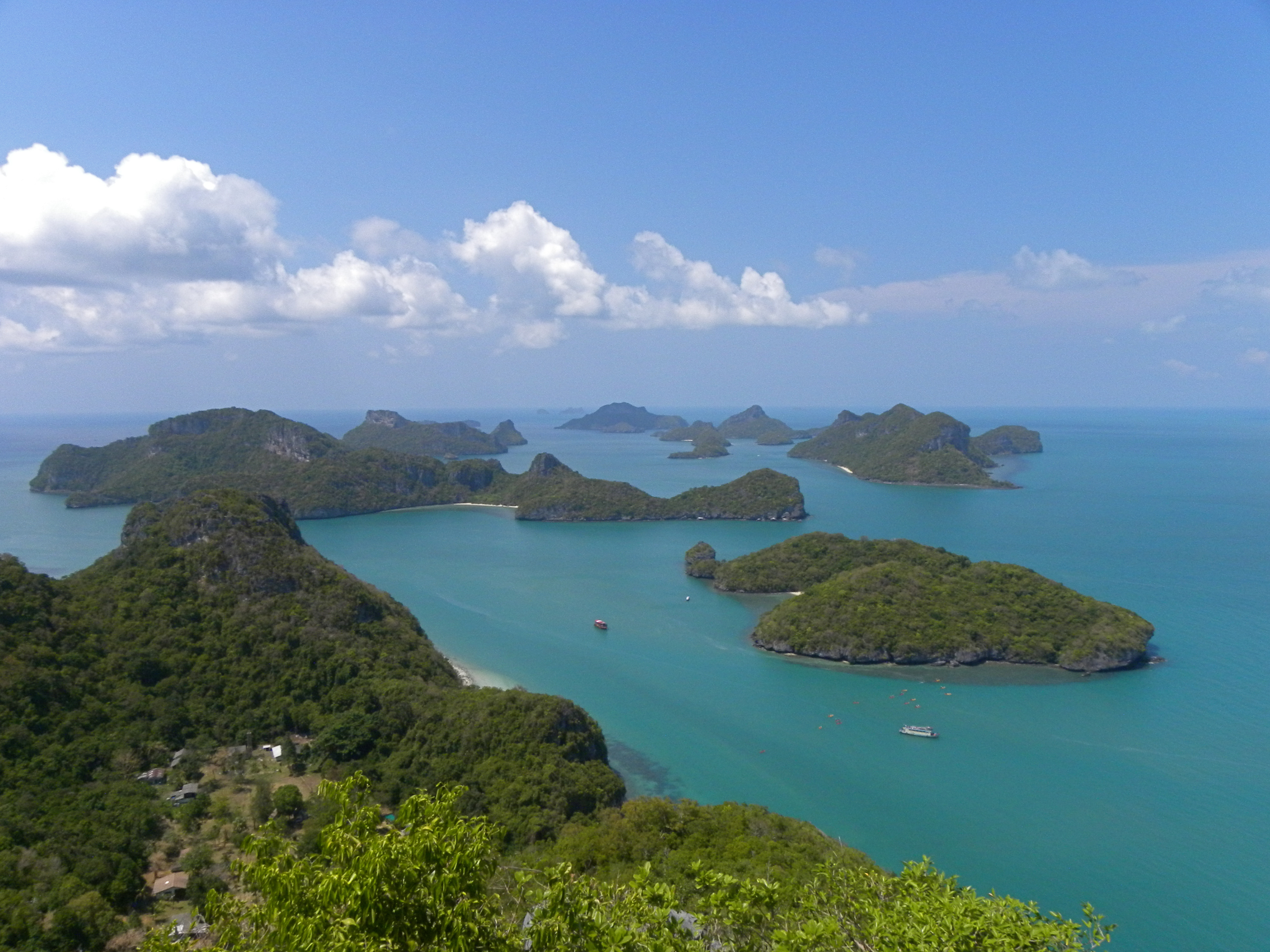
Mu Ko Ang Thong

| név             | terület (km²) | alapítás | forrás                                                     |
| --------------- | ------------- | -------- | ---------------------------------------------------------- |
| Kaeng Krung     | 541           | 1990     | Archiválva 2014. május 28-i dátummal a Wayback Machine-ben |
| Khao Sok        | 738,74        | 1980     | Archiválva 2014. május 28-i dátummal a Wayback Machine-ben |
| Khlong Phanom   | 410,4         | 2000     | Archiválva 2014. május 28-i dátummal a Wayback Machine-ben |
| Mu Ko Ang Thong | 102           | 1980     | Archiválva 2014. május 27-i dátummal a Wayback Machine-ben |
| Tai Rom Yen     | 425           | 1991     | Archiválva 2014. május 27-i dátummal a Wayback Machine-ben |

#### Trang
| név          | terület (km²) | alapítás | forrás |
| ------------ | ------------- | -------- | ------ |
| Hat Chao Mai | 230,87        | 1981     |        |

#### Yala
| név       | terület (km²) | alapítás | forrás                                                     |
| --------- | ------------- | -------- | ---------------------------------------------------------- |
| Bang Lang | 261           |          | Archiválva 2014. május 27-i dátummal a Wayback Machine-ben |